# Webley&Scott
Webley&Scott – brytyjska firma zbrojeniowa.
Firma Webley and Scott-Revolver and Arms Co. Ltd. z Birmingham powstała w 1897 roku z połączenia spółek rusznikarskich: Philip Webley and Sons, W. i C. Scott and Sons oraz Richard Ellis and Sons. Później była znana pod nazwą Webley-Scott Ltd., a głównie produkowała pistolety, rewolwery oraz amunicję. Philip Webley był w firmie głównym konstruktorem i dlatego wszystkie produkowane wzory broni nosiły nazwę „Webley” (czasem z pominięciem nazwiska Scott). Firma produkowała oprócz rewolwerów Webley również pistolety W-S. 
Do bardziej znanych należą:
- Pistolet W-S wz. 1904
- Pistolet W-S wz. 1909
- Pistolet W-S wz. 1910 i 1913 (kaliber 0,38 cala)
- Pistolet W-S wz. 1912, 1913, 1915 (kaliber 0,455 cala)

W latach 1905–1940 firma wyprodukowała również wiele wzorów pistoletów działających na zasadzie odrzutu zamka kalibru 6,35, 7,65 i 9 mm.